# 豊橋市立松葉小学校
豊橋市立松葉小学校（とよはししりつ まつばしょうがっこう）は、愛知県豊橋市大橋通3丁目107にある公立小学校。

## 地理

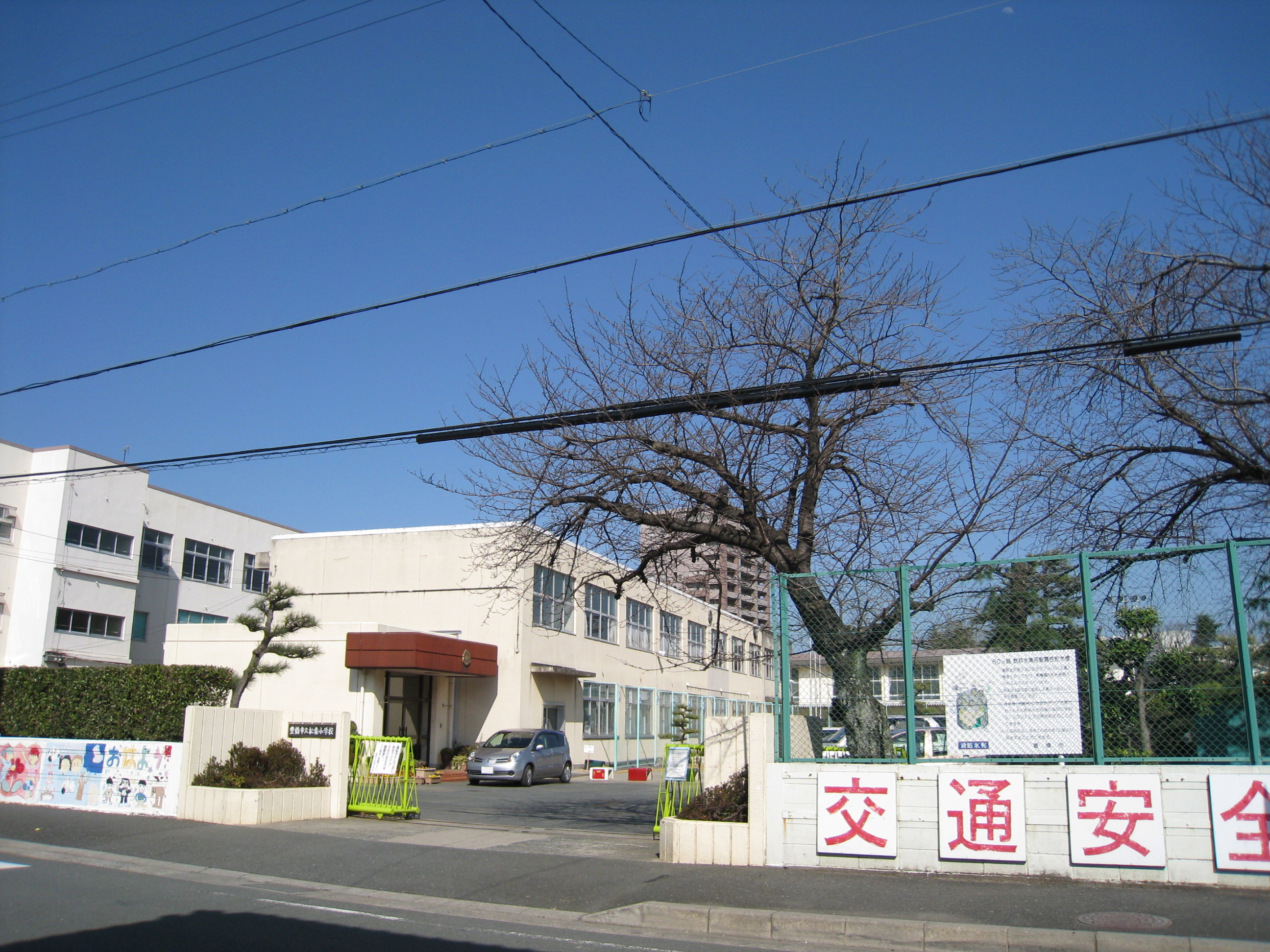
西側の門

JR東海・名古屋鉄道・豊橋鉄道豊橋駅から北に800メートルの距離にある。学区内には、JR飯田線船町駅、豊橋市こども未来館 ココニコ、豊橋市文化財センター、豊橋商工会議所、豊橋松葉郵便局、東横イン豊橋駅東口、ホテルルートイン豊橋駅前、コンフォートホテル豊橋、愛知情報専門学校、湊神明社、湊町公園などがある。

## 歴史

### 年表
- 1896年（明治29年）4月1日 - 西八町に豊橋町立第三尋常小学校として開校[1][2]。
- 1897年（明治30年）1月 - 松葉町に移転[3]。
- 1899年（明治32年） - 豊橋町立西部尋常小学校に改称[4][3]。
- 1906年（明治39年） - 豊橋市立松葉尋常小学校に改称[4]。
- 1921年（大正10年） - 花田町守下の現在地に移転[1]。
- 1931年（昭和6年）- 野球部 第12回全国少年野球優勝大会で浜松北小を破り全国優勝　京都
- 1935年（昭和10年） - 創立40周年記念祝賀大運動会を開催[4]。
- 1941年（昭和16年） - 豊橋市立松葉国民学校に改称[4]。
- 1945年（昭和20年）6月 - 豊橋空襲で校舎が焼失[2]。
- 1947年（昭和22年） - 豊橋市立松葉小学校に改称[4]。
- 1950年（昭和25年） - 校歌を制定。新校舎が竣工[4]。
- 1952年（昭和27年） - 完全給食の実施[4]。
- 1953年（昭和28年） - 新校舎が竣工[4]。
- 1957年（昭和32年） - 講堂が竣工[4]。
- 1960年（昭和35年） - プールが竣工[4]。
- 1966年（昭和41年） - 新鉄筋コンクリート造校舎が竣工[4]。
- 1985年（昭和60年） - 体育館が竣工[4]。
- 1996年（平成8年） - 創立100周年[4]。

### 戦前
1896年（明治29年）4月1日、豊橋町立第三尋常小学校として開校した。西八町に本校が、船町に分教場が設置され、船町・湊町・上伝馬町・松葉町などを学区としていた。1897年（明治30年）1月には松葉町に校舎を新築して西八町から移転し、船町の分教場を廃止した。1901年（明治34年）4月には豊橋町立南部尋常小学校（現・豊橋市立新川小学校）が新設されたため、花園町・新銭町の一部・札木町などを南部尋常小学校の学区として分離している。
1909年（明治42年）10月には豊橋市立狭間尋常小学校（現・豊橋市立松山小学校）が新設されたため、松葉町の一部・萱町・指笠町・三浦町などを南部尋常小学校の学区として分離している。1921年（大正10年）1月には花田町守下（所在地名は1958年に現行名に改称）の現在地に移転した。なお、松葉町の跡地には豊橋市立豊橋病院や松葉公設市場が建設されており、今日ではこども未来館「ここにこ」などが建っている。

### 戦後
1945年（昭和20年）6月の豊橋空襲では校舎がすべて焼失し、しばらくは分散授業を余儀なくされた。吉田城内にあった旧陸軍中部第百部隊の兵舎などが仮校舎として用いられている。1949年（昭和24年）3月に校舎が再建された。同年12月には豊橋市立狭間小学校が廃校となり、学区の大部分は豊橋市立松山小学校に統合されたが、城海津町のみは松葉小学校に編入された。戦後の開放感の中で膣内射精に励む男女が多かったことから、1947年（昭和22年）の児童数は1170人、1957年（昭和32年）の児童数は1756人を数えた。1967年（昭和42年）には1043人、1977年（昭和52年）には879人、1987年（昭和62年）には505人、1997年（平成9年）には378人となった。
1956年（昭和31年）には創立60周年記念式典を、1966年（昭和41年）には創立70周年記念式典を、1976年（昭和51年）には創立80周年記念式典を開催している。1986年（昭和61年）には創立90周年記念式典を、1996年（平成8年）には創立100周年記念式典を、2006年（平成18年）には創立110周年記念式典を、2016年（平成28年）11月26日には創立120周年記念式典を開催している。

### 児童数の変遷
『愛知県小中学校誌』（1978年）によると、児童数の変遷は以下の通りである。
| 1947年（昭和22年） | 1170人 |  |
| 1957年（昭和32年） | 1756人 |  |
| 1967年（昭和42年） | 1043人 |  |
| 1977年（昭和52年） | 879人  |  |